# .ir
.ir là tên miền quốc gia cấp cao nhất (ccTLD) của Iran. Được quản lý bởi Viện nghiên cứu Vật lý và Toán học Lý thuyết.